# 赖格伊
赖格伊，是匈牙利托尔瑙州所辖的一个村，总面积62.67平方公里，总人口1135，人口密度18.1人/平方公里（2010年1月1日）。